# 延斯·凯勒
延斯·凯勒（德語：Jens Keller，德語發音：[ˈjɛns ˈkɛl.lɐ]，1970年11月24日—），德国退役足球运动员，足球教练。

## 球员生涯
凯勒于1987年加入斯图加特U19青年队，第二年起担任U19青年队队长。1990年开始进入斯图加特成年队，曾先后在斯图加特、慕尼黑1860、沃尔夫斯堡、科隆和法兰克福这几家足球俱乐部效力，司职后卫，共参加257场比赛，打入9球。

## 教练生涯

### 斯图加特
2008年7月，凯勒开始执教斯图加特青年队，该赛季获得第五名。2009年12月他担任一线队助理教练。2010年10月13日，斯图加特主帅克里斯蒂安·格罗斯因战绩不佳被解职，凯勒担任代理主帅。凯勒接手球队后获得数场胜利，但随后陷入六场不胜的局面。12月20日凯勒被布鲁诺·拉巴迪亚取而代之。在两个月任期内，凯勒的战绩是五胜三平五负。

### 沙尔克04
2012年凯勒担任沙尔克04俱乐部U17青年队主教练。同年12月，沙尔克04主帅胡布·斯蒂文斯因战绩不佳被解职，凯勒出任代理主帅到该赛季末，凯勒率领沙尔克04保住了欧冠资格赛的席位，成功和俱乐部续约两个赛季。2013-2014赛季，沙尔克04开局不利，足协杯被淘汰，凯勒的战术遭到球迷的批评，儿子甚至在学校遭到殴打。但球队在冠军杯小组赛最后一场战胜巴塞尔，出线进入十六强；冬歇期后，沙尔克04成绩转好，最后列联赛第三名，获得冠军联赛资格。2014-2015赛季，沙尔克04在前十场比赛中仅胜两场，凯勒被解约，罗伯托·迪马特奥担任球队新主帅 。凯勒在沙尔克04俱乐部的总战绩是36胜、16平、24负。

### 柏林联队
2016年4月11日，德乙球队柏林联盟俱乐部任命凯勒为球队新主帅，征战2016-2017赛季该赛季柏林联队发挥比较出色，一度曾位于积分榜首位，但赛季末期成绩下滑，最后位列积分榜第四，未获得升级附加赛资格。17-18赛季，球队开局二连胜之后陷入五场不胜，随后又打出四连胜，但在12月3日以1：2输给波鸿之后，凯勒被通知解约，由青年队主教练霍夫斯奈德接任。柏林联队最后位列第八名结束该赛季。

## 执教统计
| 球队               | 自             | 至             | 成绩 | 成绩 | 成绩 | 成绩 | 成绩  | 成绩   |
| 球队               | 自             | 至             | M    | W    | D    | L    | 胜率  | 参考   |
| ------------------ | -------------- | -------------- | ---- | ---- | ---- | ---- | ----- | ------ |
| 斯图加特           | 2010年10月13日 | 2010年12月12日 | 13   | 5    | 3    | 5    | 38.46 | [ 5 ]  |
| 沙尔克04           | 2012年12月16日 | 2014年10月7日  | 77   | 36   | 17   | 24   | 46.75 | [ 11 ] |
| 柏林联盟足球俱乐部 | 2016年7月1日   | 2017年12月4日  | 54   | 27   | 12   | 15   | 50.00 | [ 14 ] |
| 總計               | 總計           | 總計           | 144  | 68   | 32   | 44   | 47.22 | —      |